# Bundes-Klimaschutzgesetz
Das Bundes-Klimaschutzgesetz (KSG) ist ein deutsches Bundesgesetz, das die Erfüllung der nationalen Klimaschutzziele sowie die Einhaltung der europäischen Zielvorgaben gewährleisten soll. Mit dem Klimaschutzgesetz wurden die im Klimaschutzplan 2050 festgelegten Klimaschutz- und Sektorziele erstmals gesetzlich verankert: Die Treibhausgasemissionen sollen bis 2030 um mindestens 65 % unter den Vergleichswert des Jahres 1990 gemindert werden, bis 2040 um mindestens 88 %. Im Jahr 2045 soll Netto-Treibhausgasneutralität erreicht werden. Zudem legt das Gesetz für den Zeitraum bis zum Jahr 2040 jährliche Minderungsziele fest. Für verschiedene Wirtschaftssektoren sind bis 2030 pro Jahr Höchstmengen an Emissionen vorgegeben. Im Falle einer Überschreitung der zulässigen Jahresemissionsmenge für einen Sektor hat das zuständige Bundesministerium innerhalb von drei Monaten ein Sofortprogramm vorzulegen.
Grundlage bildet die Verpflichtung nach dem Übereinkommen von Paris aufgrund der Klimarahmenkonvention der Vereinten Nationen, wonach der Anstieg der globalen Durchschnittstemperatur auf deutlich unter 2 °C und möglichst auf 1,5 °C gegenüber dem vorindustriellen Niveau zu begrenzen ist, um die Auswirkungen des weltweiten Klimawandels so gering wie möglich zu halten. Mit dem Gesetz wurde der Expertenrat für Klimafragen eingerichtet.

## Geschichte

### Entwurf des Gesetzes
Die Verabschiedung des Gesetzes wurde zwischen CDU, CSU und SPD im Koalitionsvertrag der 19. Wahlperiode des Bundestages vereinbart. Am 18. Februar 2019 legte Bundesumweltministerin Svenja Schulze (SPD) einen Referentenentwurf für das Bundes-Klimaschutzgesetz vor. Die Treibhausgasemissionen sollten in der ersten Fassung des Gesetzes bis 2030 um 55 % unter den Vergleichswert des Jahres 1990 gemindert werden. Ein wesentlicher Teil des Bundes-Klimaschutzgesetzes ist die Ressortzuständigkeit (§ 4 Absatz 4 BKG-Entwurf). Für die Sektoren Energiewirtschaft, Industrie, Verkehr, Gebäude, Landwirtschaft sowie Abfallwirtschaft und Sonstiges wird eine jährlich sinkende Jahresemissionsgrenze festgelegt (§ 4 Absatz 1 BKG-Entwurf), für deren Einhaltung das dem Sektor zugeordnete Bundesministerium verantwortlich ist. Wird die Jahresemissionsgrenze überschritten, muss das verantwortliche Ministerium aus eigenem Budget Emissionsrechte zukaufen (§§ 6, 7 BKG-Entwurf). Diese verbindliche Festlegung von Ressort-Zielen lehnte die CDU im März noch ab. Die jahresweisen Zielwerte begannen in der ersten Fassung des Gesetzes im Jahr 2020 mit einem Ausgangswert von 35 % unter der Vergleichszahl von 1251 Mt des Jahres 1990, obwohl bislang ein Ziel von 40 % Minderung im Jahr 2020 galt; für die Jahre 2020 bis 2023 hätte das Gesetz also höhere Emissionen ermöglicht.
Nachdem das Bundeskanzleramt das Gesetz aufgrund der Ablehnung durch die unionsgeführten Ministerien bis dahin nicht weitergeleitet hatte, leitete Bundesumweltministerin Schulze die Ressortabstimmung am 27. Mai selbst ein. Daraufhin widersprach das Bundeskanzleramt in einem Schreiben „der Einleitung der Ressortabstimmung, der Versendung an Länder und Verbände sowie der Veröffentlichung im Internet“.

### Gesetzgebungsverfahren
Auf der Grundlage der Beschlüsse des Klimakabinetts wurde am 9. Oktober 2019 das Bundes-Klimaschutzgesetz vom Bundeskabinett verabschiedet und in den Bundestag eingebracht. Am 15. November 2019 erfolgte die Billigung durch den Bundestag bei heftiger Kritik der Opposition. Für den Fernverkehr auf der Schiene wurde gleichzeitig eine unbefristete Absenkung der Umsatzsteuer von 19 auf 7 Prozent ab Anfang 2020 beschlossen, um Bahnfahren zu fördern. Ebenso wurde jedoch eine Erhöhung der Pendlerpauschale sowie eine befristete Mobilitätsprämie für geringverdienende Pendler beschlossen. Der Bundesrat hat dem Klimaschutzgesetz in seiner Sitzung am 29. November zugestimmt, zum Gesetz zur Umsetzung des Klimaschutzprogramms 2030 im Steuerrecht (etwa Fahrkarten im Fernverkehr, Pendler) jedoch den Vermittlungsausschuss angerufen; bei den Mehreinnahmen für den Bund und den geringeren Steuereinnahmen für Länder und Gemeinden sei eine faire, sachgerechte und verhältnismäßige Verteilung geboten, so hatte es der Bundesrat bereits zur 1. Lesung gefordert. Der Vermittlungsausschuss tagte am 9. Dezember.
Im Vermittlungsausschuss wurden folgende wesentlichen Änderungen beschlossen:
- Die steuerliche Förderung der Kosten für Energieberater wurde auf 50 % erhöht.
- Die Pendlerpauschale wird in den Jahren 2024 bis 2026 auf 0,38 Euro statt der geplanten 0,35 Euro erhöht.
- Die geplanten Sonderregelungen für Windenergieanlagen im Grundsteuergesetz werden nicht umgesetzt.
- Der Finanzausgleich zwischen Bund und Ländern wird neu geregelt.

Mit diesen Änderungen wurde das Gesetz am 19. Dezember 2019 im Bundestag und am 20. Dezember 2019 im Bundesrat beschlossen. Es wurde am 30. Dezember 2019 im Bundesgesetzblatt veröffentlicht und trat damit am 1. Januar 2020 in Kraft. Die Änderungen zur Pendlerpauschale und zur Mobilitätsprämie sind jedoch erst am 1. Januar 2021 in Kraft getreten.

## Entscheidung des Bundesverfassungsgerichts 2021
Mit Beschluss vom 24. März 2021 erklärte das Bundesverfassungsgericht § 3 Abs. 1 Satz 2 und § 4 Abs. 1 Satz 3 KSG a.F. in Verbindung mit Anlage 2 (zulässige Jahresemissionsmengen) mit den Grundrechten für unvereinbar, soweit eine Regelung über die Fortschreibung der nationalen Minderungsziele für Zeiträume ab dem Jahr 2031 fehlt. Der Gesetzgeber wurde verpflichtet, spätestens bis zum 31. Dezember 2022 die Fortschreibung der Minderungsziele für diese Zeiträume zu regeln. § 3 Abs. 1 Satz 2 und § 4 Abs. 1 Satz 3 KSG in Verbindung mit Anlage 2 blieben jedoch anwendbar.

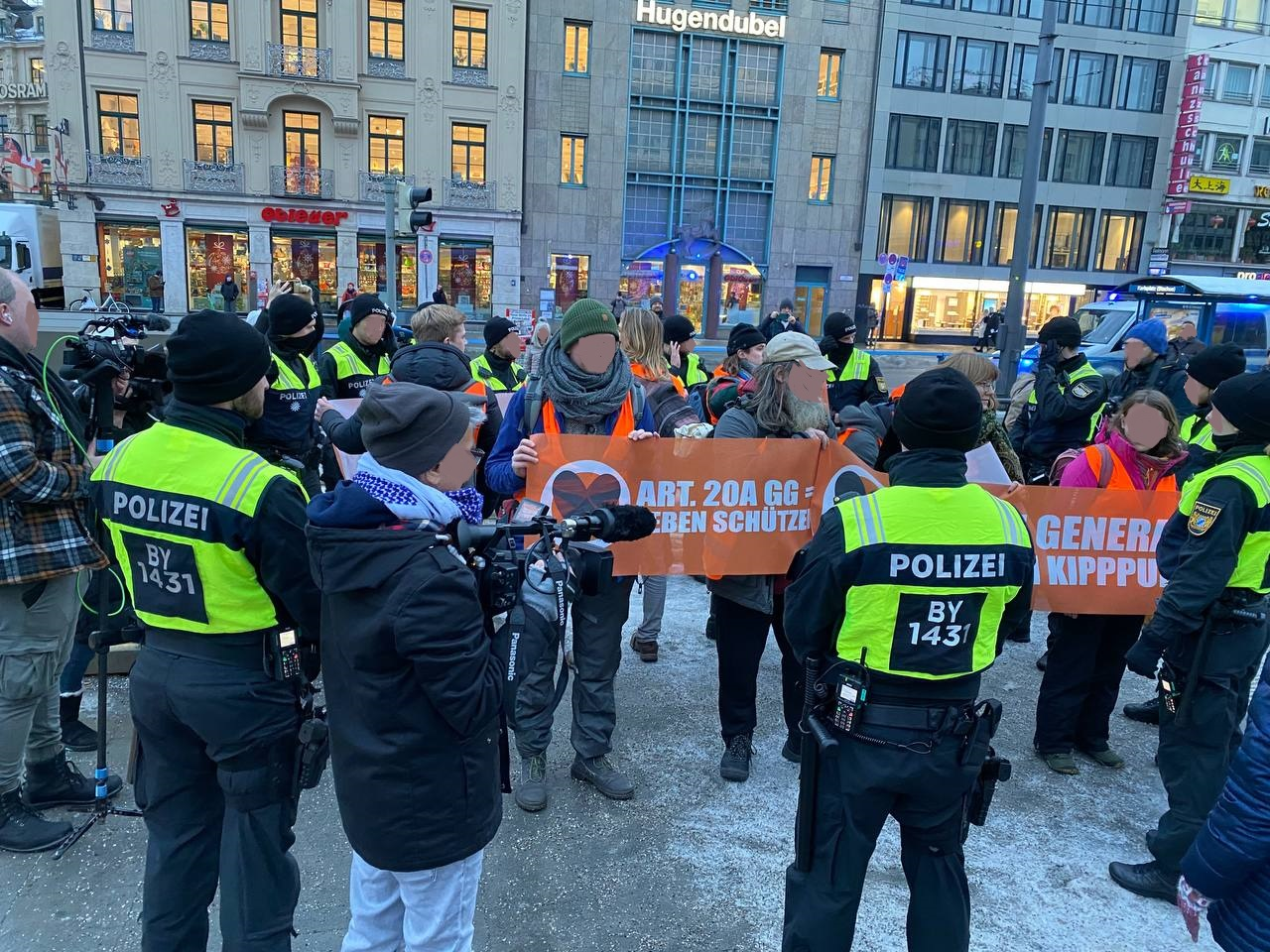
Klimaaktivisten mit Hinweis auf das Gerichtsurteil vom 24. März 2021 und der in Art. 20a GG beschriebenen Sorgfaltspflicht für zukünftige Generationen.

Zur Begründung hieß es, das Gesetz verschiebe hohe Emissionsminderungslasten unumkehrbar auf Zeiträume nach 2030. Dies gehe zu Lasten der jüngeren Generation. Die Erwärmung zu begrenzen, sei dann nur mit immer dringenderen und kurzfristigeren Maßnahmen machbar. Davon seien dann praktisch sämtliche grundgesetzlichen Freiheitsrechte potenziell betroffen, weil derzeit noch immer fast alle Bereiche menschlichen Lebens mit der Emission von Treibhausgasen verbunden und damit nach 2030 von drastischen Einschränkungen bedroht seien. Dabei nehme das relative Gewicht des Klimaschutzgebots in der Abwägung bei fortschreitendem Klimawandel weiter zu. Mit den natürlichen Lebensgrundlagen müsse laut Artikel 20a des Grundgesetzes für die Bundesrepublik Deutschland sorgsam umgegangen werden, sie müssten der Nachwelt in einem Zustand hinterlassen werden, „dass nachfolgende Generationen diese nicht nur um den Preis radikaler eigener Enthaltsamkeit weiter bewahren könnten“. Es dürfe nicht dazu kommen, dass einer Generation das Recht zugestanden werde, „unter vergleichsweise milder Reduktionslast große Teile des CO2-Budgets zu verbrauchen, wenn damit zugleich den nachfolgenden Generationen eine radikale Reduktionslast überlassen und deren Leben umfassenden Freiheitseinbußen ausgesetzt würde“. Der Gesetzgeber hätte deshalb Vorkehrungen treffen müssen, um diese hohen Lasten abzumildern. Das Gericht verpflichtete den Gesetzgeber, bis Ende 2022 die Reduktionsziele für Treibhausgasemissionen für die Zeit nach 2030 näher zu regeln. Zu einer Änderung der Reduktionsziele bis 2030 wurde der Gesetzgeber hingegen nicht verpflichtet, gegen diese gerichtete Beschwerden wurden zurückgewiesen.

## Erste Novelle

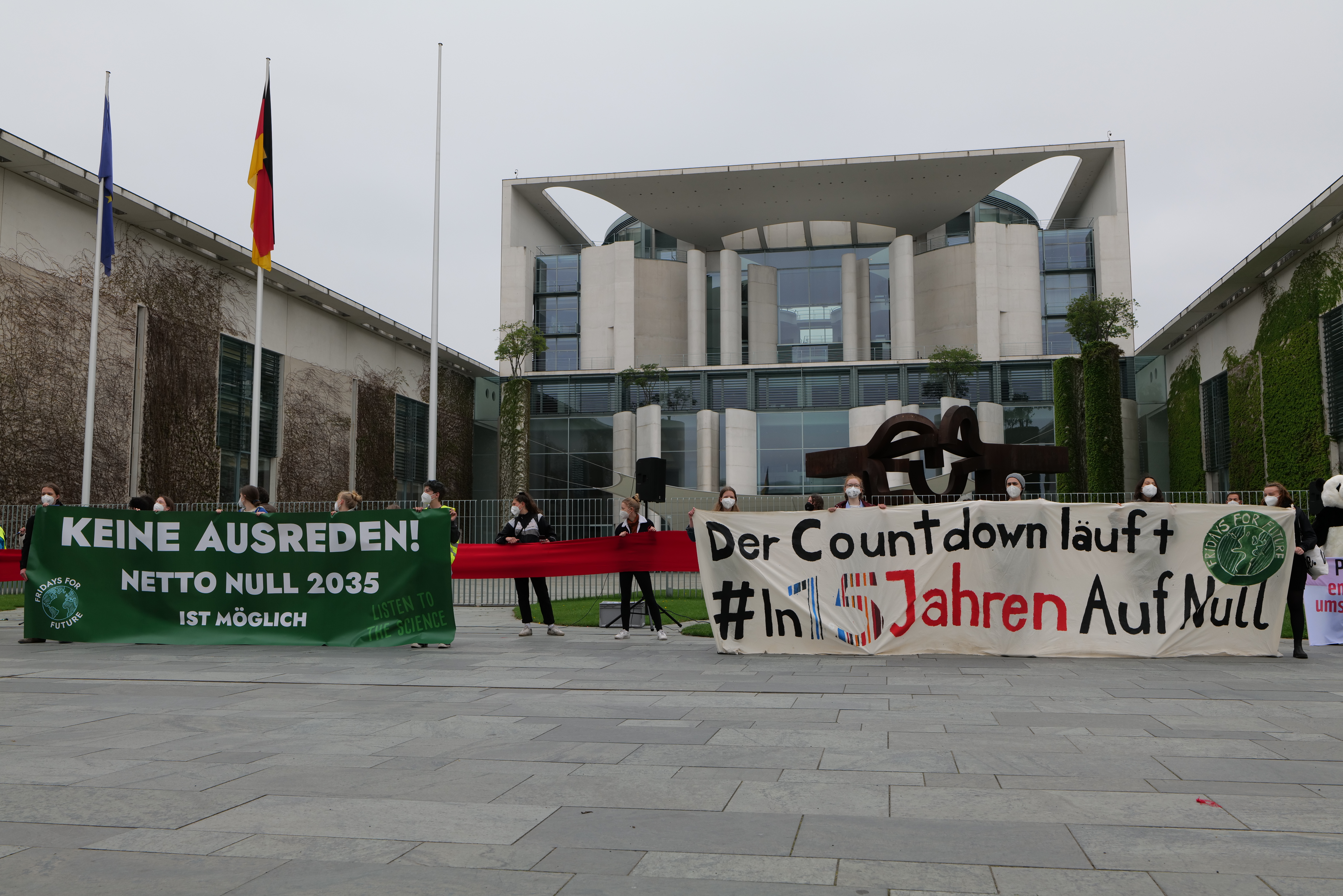
Demonstranten am 12. Mai 2021 vor dem Bundeskanzleramt fordern „Netto Null“ bereits bis 2035

Innerhalb weniger Wochen nach Bekanntwerden der Entscheidung des Bundesverfassungsgerichts erarbeitete das Bundesumweltministerium einen Entwurf für das Erste Gesetz zur Änderung des Bundes-Klimaschutzgesetzes, das unter anderem die Vorgaben des Bundesverfassungsgerichts umsetzen soll. Den angehörten Interessenverbänden wurden nur wenige Stunden Zeit zur Stellungnahme eingeräumt. Am 12. Mai 2021 beschloss das Bundeskabinett den Gesetzentwurf und leitete das Gesetzgebungsverfahren ein. Der Gesetzentwurf verschärft zudem die für den Zeitraum bis 2030 bisher bestehenden Ziele, vor allem für die Sektoren Industrie und Energiewirtschaft. Die Frist zum Erreichen der Klimaneutralität wird von 2050 auf 2045 vorgezogen. Gegenüber 1990 sollen die Treibhausgasemissionen bis 2030 statt um 55 Prozent um 65 Prozent sinken. Die Emissionsvorgabe von 35 Prozent unter dem Wert von 1990 für 2020 der ersten Gesetzesfassung wurde beibehalten, obwohl Abschätzungen von Agora Energiewende von Anfang 2021 von einem Minderungsergebnis von 42,3 % im Jahr 2020 ausgingen; die demgegenüber 2020 „zu viel“ erreichte Minderung von 7,3 Prozent kann laut Gesetzentwurf in den 10 Folgejahren mit je 0,7 % zusätzlich emittiert werden. Der Zielwert für 2030 beträgt damit strenggenommen nur 64,3 Prozent Reduktion gegenüber 1990, das entspricht rund 38 Prozent Reduktion gegenüber 2020. In der ersten Gesetzesfassung gab es 2020 bis 2030 eine lineare Reduktion innerhalb des von dem erhöhten Wert startenden Emissionspfades, was einem zunehmenden prozentualem Rückgang entspricht. Demgegenüber sieht die erste Novelle anfangs weniger schnell abnehmende absolute Werte des Rückgangs des Emissionspfades vor als in der zweiten Hälfte der 1990er Jahre. Der summierte, nominelle Zielwert für 2023 entspricht annähernd dem Ist-Wert von 2020, unter Berücksichtigung des Nachholbetrags von 2020 soll der Wert von 2020 erst 2024 unterschritten werden. Für den Zeitraum 2031 bis 2040 gibt es nun ebenfalls jährliche Emissionsziele, allerdings ohne sektorale Aufteilung. Bis 2035 soll der Treibhausgasausstoß um 77 Prozent gesunken sein, bis zum Jahr 2040 um 88 Prozent.
|                                                         | 2020 | 2021 | 2022 | 2023 | 2024 | 2025 | 2026 | 2027 | 2028 | 2029 | 2030 |
| Jahresemissionsmenge in Millionen Tonnen CO2-Äquivalent |      |      |      |      |      |      |      |      |      |      |      |
| Energiewirtschaft                                       | 280  |      | 257  |      |      |      |      |      |      |      | 108  |
| Industrie                                               | 186  | 182  | 177  | 172  | 165  | 157  | 149  | 140  | 132  | 125  | 118  |
| Gebäude                                                 | 118  | 113  | 108  | 102  | 97   | 92   | 87   | 82   | 77   | 72   | 67   |
| Verkehr                                                 | 150  | 145  | 139  | 134  | 128  | 123  | 117  | 112  | 105  | 96   | 85   |
| Landwirtschaft                                          | 70   | 68   | 67   | 66   | 65   | 63   | 62   | 61   | 59   | 57   | 56   |
| Abfallwirtschaft und Sonstiges                          | 9    | 9    | 8    | 8    | 7    | 7    | 6    | 6    | 5    | 5    | 4    |

Auf konkrete Maßnahmen, wie die Ziele erreicht werden sollen, hatte sich die Regierungskoalition bis zur Kabinettsentscheidung nicht geeinigt. Umweltverbände und Klimaexperten kritisierten dies und erklärten unter anderem, das Ziel einer Reduzierung der Treibhausgase um 65 Prozent bis 2030 sei nicht ausreichend. Gefordert wurden Minderungsziele von 70 Prozent bzw. 85 Prozent. Die Kohleverstromung müsse viel früher als vorgesehen beendet werden. Da die Europäische Union Ende 2020 ihr Emissionsminderungsziel bis 2030 von 40 Prozent auf 55 Prozent erhöht hatte (European Green Deal), war ohnehin eine Verschärfung der Zielvorgaben für die einzelnen Mitgliedstaaten notwendig geworden, für Staaten mit bisher überdurchschnittlich hohen Emissionen wie Deutschland stärker als für andere. Im Hinblick auf die sozialen Auswirkungen beim CO2-Preis und eine sozialverträgliche Ausgestaltung als Lenkungsinstrument war zum Zeitpunkt der Entscheidung im Bundeskabinett der Konsens bei Union und SPD weit gefächert, Einigkeit bestand darin, die EEG-Umlage künftig aus den Einnahmen der CO2-Bepreisung zu finanzieren und die Mehreinnahmen an Wirtschaft und Verbraucher zurückzugeben; Bündnis 90/Die Grünen wollten einen CO2-Preis mit echter Lenkungswirkung und Klimaprämie, von Experten als „Öko-Bonus“ für jeden Bürger auch im Falle einer Erhöhung des CO2-Preises als sinnvoll angesehen.
Für konkrete Maßnahmen plante die Koalition ergänzend zu diesem Klimaschutzgesetz für die nächsten Wochen des Frühjahrs 2021 ein Sofortprogramm zur Umsetzung der Klimaziele. Der Bundestag verabschiedete die Novellierung am 24. Juni 2021 mit 352 zu 290 Stimmen bei 10 Enthaltungen.
Die Novelle wurde am 30. August 2021 verkündet und trat am folgenden Tag in Kraft.

## Zielerreichung

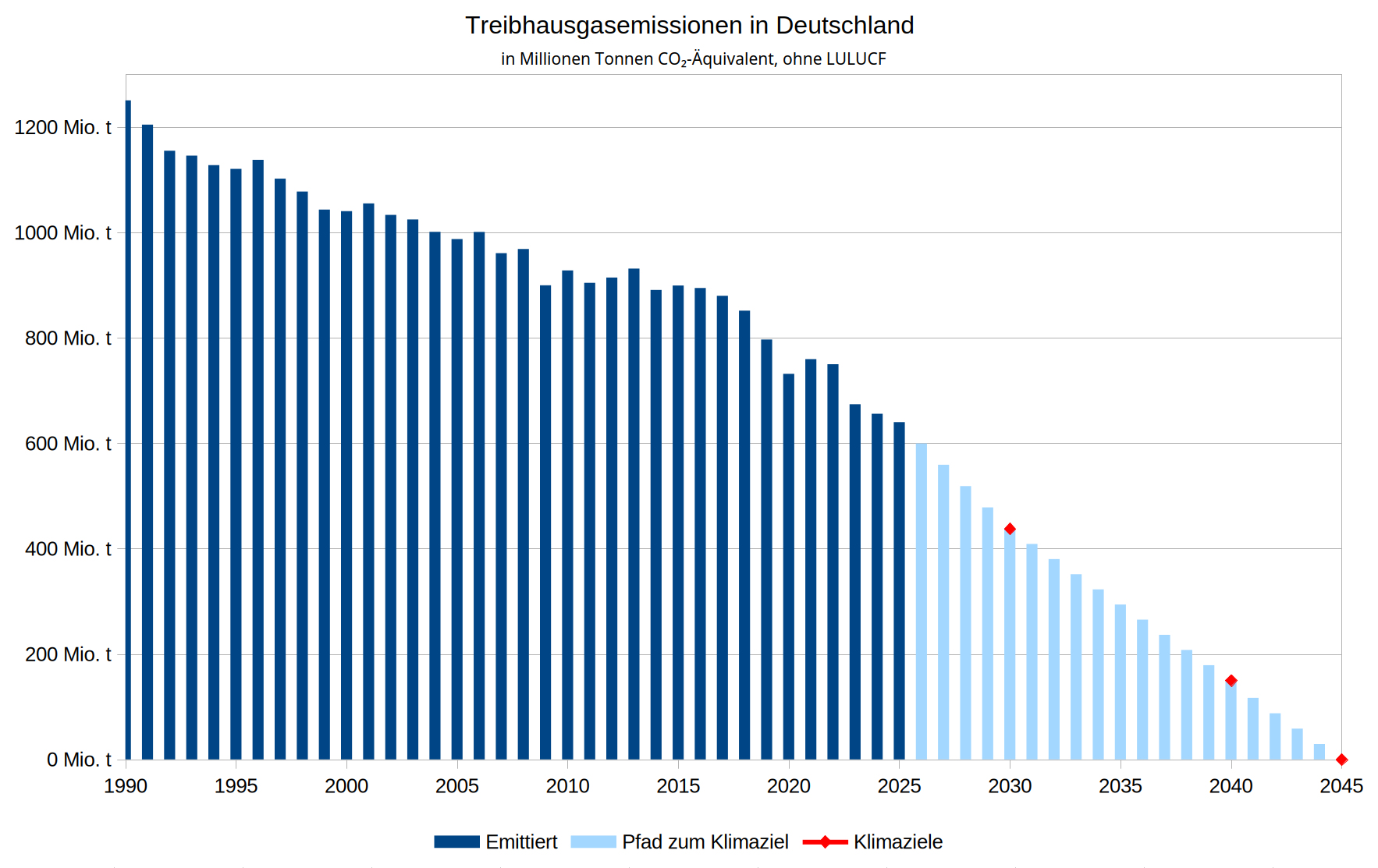
Entwicklung der Treibhausgasemissionen und Klimaziele in Deutschland

### 2021
Die Sektoren Gebäude und Verkehr haben die jährlichen Ziele im Jahr 2021 verfehlt. Im Verkehr wurden rund 148 Millionen Tonnen CO₂-Äquivalente ausgestoßen, im Gebäudebereich rund 115 Millionen Tonnen. Vorgelegte Programme der zuständigen Ministerien wurden durch den Expertenrat für Klimafragen als ungenügend und weitgehend wirkungslos einschätzt.
Für den Sektor Energiewirtschaft ist im KSG kein Minderungsziel für das Jahr 2021 festgelegt. Die anderen drei Sektoren haben ihre jeweiligen jährlichen Minderungsziele erreicht.

### 2022
Auch im Jahr 2022 wurden die Emissionsreduktionsziele im Verkehrs- und Gebäudesektor nicht erfüllt. Eine Ende Februar 2023 erschienene Auftragsstudie von Germanwatch wirft der Bundesregierung des Kabinetts Scholz daher vor, gegen das Klimaschutzgesetz zu verstoßen.
Auf eine von Deutsche Umwelthilfe und BUND angestrengte Klage hin urteilte das Oberverwaltungsgericht Berlin-Brandenburg im November 2023, dass das jeweils zuständige Ministerium ein Sofortprogramm für mehr Emissionsminderung insbesondere in den Bereichen Gebäude und Verkehr auflegen muss, um die Klimaziele für die Jahre 2024 bis 2030 sicher zu erreichen. Die von der Bundesregierung im Oktober 2023 vorgenommene Ergänzung des Klimaschutzprogramms genüge dem Gesetz nicht, denn das sei ein eher mittel- bis langfristiges Instrument. Die Bundesregierung legte Revision gegen das Urteil ein.

### 2023
Im Jahr 2023 wurden die Treibhausgasemissionen im Vergleich zum Vorjahr um ungefähr 10 Prozent reduziert.
Über eine im November 2022 von der Deutschen Umwelthilfe eingereichte Klage urteilte das Oberverwaltungsgericht Berlin-Brandenburg am 16. Mai 2024 nach dessen Pressemitteilung, dass das Klimaschutzprogramm 2023 „die gesetzlichen Vorgaben nicht vollständig erfülle, da es die verbindlichen Klimaschutzziele und den festgelegten Reduktionspfad für die einzelnen Sektoren bis auf den Sektor Landwirtschaft nicht einhalte. Zudem hat der Senat festgestellt, dass das Klimaschutzprogramm 2023 an methodischen Mängeln leide und teilweise auf unrealistischen Annahmen beruhe.“ Die Revision zum Bundesverwaltungsgericht wurde zugelassen.

## Zweite Novelle

### Entstehung
Im Koalitionsvertrag des Kabinetts Scholz vereinbarten die Koalitionspartner SPD, Grüne und FPD eine zweite Novelle. Mitte Juni 2023 stellte Bundesminister für Wirtschaft und Klimaschutz Robert Habeck einen Referentenentwurf vor, der am 21. Juni vom Kabinett beschlossen wurde. Es folgte ein monatelanger Streit um die Regelungen. Am 15. April 2024 gaben die Regierungsfraktionen bekannt, sich geeinigt zu haben. Der Ausschuss für Klimaschutz und Energie stimmte dem Gesetzentwurf mit einzelnen Änderungen am 24. April mehrheitlich zu. Dafür stimmten die Fraktionen der Regierungskoalition, dagegen stimmten Unionsfraktion, AfD-Fraktion und die Gruppe Die Linke. Einen Eilantrag des CDU-Abgeordneten Thomas Heilmann beim Bundesverfassungsgericht, das Gesetzgebungsverfahren zu stoppen, weil sein Recht als Abgeordneter „auf Beratung sowie auf gleichberechtigte Teilhabe als Abgeordneter an der parlamentarischen Willensbildung“ verletzt worden sei, wies dieses am 25. April als „in der Hauptsache derzeit von vornherein unzulässig“ ab. Am 26. April beschloss der Bundestag die Novelle in der geänderten Fassung gegen die Stimmen der Opposition. Am 17. Mai 2024 billigte der Bundesrat die Neufassung, forderte jedoch in einer begleitenden Entschließung einige Nachbesserungen. Am 15. Juli 2024 fertigte der Bundespräsident das Gesetz aus. Die Deutsche Umwelthilfe reichte Verfassungsbeschwerde gegen das Gesetz ein. Weitere deutsche Umweltverbände und Einzelpersonen kündigten ebenfalls an, Verfassungsbeschwerde einzulegen.

### Änderungen
Künftig soll die Einhaltung der Klimaziele nicht mehr rückwirkend und getrennt nach Sektoren kontrolliert werden, sondern in die Zukunft gerichtet, mehrjährig und sektorübergreifend. Wenn sich in zwei aufeinander folgenden Jahren abzeichnet, dass das für 2030 angestrebte Klimaziel nicht erreicht wird, entscheiden die Mitglieder der Bundesregierung gemeinsam, in welchem Sektor und mit welchen Maßnahmen gegengesteuert wird. Künftige Bundesregierungen müssen jeweils zu Beginn ihrer Amtszeit, erstmals 2026, also nach der Bundestagswahl, die im Frühjahr 2025 stattfanden ein Maßnahmenprogramm zur Erreichung des Klimaziels für 2040 vorlegen.